# Гаук, Йоахим
Йоа́хим Вильге́льм Га́ук (нем. Joachim Wilhelm Gauck; род. 24 января 1940, Росток, Мекленбург, Германия) — немецкий политический деятель. Федеральный президент ФРГ в 2012—2017 годах. Протестантский пастор, один из лидеров правозащитного движения в ГДР, был активным членом и региональным представителем оппозиционного Нового форума и депутатом Народной палаты ГДР последнего созыва от некоммунистического Альянса 90. После создания единого германского государства в 1990—2000 годах был первым управляющим архивами министерства государственной безопасности ГДР (Штази). Был в числе подписавших Пражскую декларацию, а также Декларацию о преступлениях коммунизма.

## Биография

### В Германской Демократической Республике
Йоахим Гаук родился в семье капитана судна, затем его отец стал морским чиновником. Мать Йоахима была квалифицированным офисным работником. Мать была членом НСДАП с 1932, отец — с 1934 года. В конце Второй мировой войны отец попал в британский плен, откуда вернулся в Росток летом 1946 года. Он начал работать на ростокской верфи инспектором по охране труда.
В 1951 году он был арестован по обвинению в шпионаже в пользу западных стран, а также в антисоветской агитации и пропаганде. Однако в открытом судебном процессе осуждён он не был и просто «исчез» и семья ничего не знала о его судьбе до 1955 года, когда он был освобождён после визита Конрада Аденауэра в СССР.
Арест и заключение отца очень сильно повлияли на политические взгляды Йоахима. Уже в школе он не скрывал своих антикоммунистических позиций, решительно отказавшись, в частности, вступать в ряды прокоммунистического Союза свободной немецкой молодёжи. Он хотел стать журналистом, но антикоммунистические взгляды закрыли для него возможность изучать журналистику.
Вместо этого Гаук стал пастором протестантской церкви в Мекленбурге. Деятельность пастора в ГДР была весьма затруднена из-за враждебности правящего режима к церкви, поэтому Гаук долгое время являлся объектом наблюдения со стороны министерства государственной безопасности ГДР. В досье на него Гаук характеризовался как «неисправимый антикоммунист» («unverbesserlicher Antikommunist»). В 1982—1990 годах Гаук возглавлял работу церковного совета Мекленбурга.

### Политическая деятельность
В 1989 году Гаук стал членом Нового форума, демократического оппозиционного движения, и был избран в состав его руководства. Он принимал участие в большинстве самых значительных митингов и демонстраций против правящего режима. На свободных выборах 18 марта 1990 года в Народную палату ГДР выдвигался от оппозиционного Альянса 90 (в составе Нового форума, движения «Демократия сейчас» и «Инициативы за мир и права человека») и был избран депутатом. 2 октября 1990 года, за день до объединения Германии, Народная палата ГДР избрала Гаука специальным уполномоченным по управлению архивами Штази. На следующий день это назначение было подтверждено федеральным президентом Рихардом фон Вайцзеккером и федеральным канцлером Гельмутом Колем. С 1992 года его должность стала называться «федеральный уполномоченный по управлению архивами Штази». На этом посту он работал до 2000 года.
В последующие годы его имя называлось в числе возможных кандидатов в депутаты бундестага от СДПГ и даже как потенциального кандидата на пост федерального президента от ХСС в 1999 году (в противовес Йоханнесу Рау), а также от блока ХДС/ХСС и СвДП в последующие годы.
В 1998 году Гаук способствовал выпуску в Германии Чёрной книги коммунизма, написав дополнительную главу по Германской Демократической Республике. Вместе с бывшим президентом Чехии Вацлавом Гавелом был инициатором создания Пражской декларации о европейской совести и коммунизме (2008). Его подпись стоит также под Декларацией о преступлениях коммунизма (2010). В этих документах содержится призыв к осуждению коммунизма, распространению знаний о преступлениях коммунистических режимов и наказанию участников этих преступлений. В Пражской декларации также содержалась идея создания Европейского дня памяти жертв сталинизма и нацизма, который в конечном итоге, был утверждён Европейским парламентом 2 апреля 2009 года.
По случаю своего 70-летия в 2010 году Гаук удостоился специального поздравления от федерального канцлера Ангелы Меркель, которая назвала его «истинным учителем демократии» и «неустанным защитником свободы, демократии и правосудия», а британская газета «Индепендент» назвала Гаука «ответом Германии на Нельсона Манделу».
В настоящее время Гаук возглавляет организацию Gegen Vergessen — Für Demokratie («Против забвения — За демократию»), которая борется с левым и правым экстремизмом, выступает в защиту демократических ценностей и способствует постижению исторической правды в отношении двух тоталитарных режимов в германской истории.

### Участие в президентских выборах
3 июня 2010 года Йоахим Гаук был выдвинут кандидатом на пост федерального президента Германии от социал-демократов и зелёных. Гаук не является ни членом СДПГ, ни членом партии зелёных (хотя Альянс 90, в котором Гаук ранее состоял, в 1993 году слился с западногерманскими зелёными) и после выдвижения заявил, что принял бы предложение и от ХДС, если бы оно было ему сделано. Гаук однажды охарактеризовал себя как «левого, либерального консерватора», а после своего выдвижения заявил: «Я не являюсь ни красным, ни зелёным, я — Йоахим Гаук».
Гаук пользуется уважением политиков чрезвычайно широкого политического спектра,его главный соперник Кристиан Вульф, а также политические лидеры правящих партий заявили, что они очень уважают Гаука за его жизнь и деятельность. Единственная партия, которая в принципе отвергла кандидатуру Гаука на пост президента, была партия германских левых, которая интерпретировала выдвижение Гаука СДПГ и зелёными, как отказ от сотрудничества с собой, поскольку левые являются преемниками бывшей СЕПГ и содержат фракции, которые федеральные власти считают экстремистскими.
На выборах 30 июня 2010 года Гаук уступил Кристиану Вульфу в третьем туре, получив 490 голосов против 624 у соперника.
После разгоревшегося в декабре 2011 года скандала, связанного с получением Кристианом Вульфом частного кредита и его давлением на свободную прессу с целью замолчать полученные ею сведения, имя Гаука снова стало называться в качестве возможного компромисса на посту федерального президента в случае отставки К. Вульфа.
20 февраля 2012 года федеральный канцлер Ангела Меркель сообщила, что парламентские партии согласовали кандидатуру Гаука для выдвижения на пост федерального президента.
«Деятельность Йоахима Гаука проникнута идеалами свободы и ответственности, и это то, что меня связывает с ним, несмотря на существующие между нами разногласия»,— сказала Меркель.
18 марта 2012 года Гаук был избран федеральным президентом Германии, получив 991 из 1232 голосов. 23 марта 2012 года официально вступил в должность.
3 июня 2016 года заявил, что готов отказаться от борьбы за президентское кресло на следующих выборах (2017 год).

## Награды и почётные звания
- Гаук награждён орденом «За заслуги перед Федеративной Республикой Германия» 1-й степени (офицерский крест), а также Большим офицерским крестом этого же ордена.
- Премия Ханны Арендт (1997).
- С 1999 года — почётный доктор теологического факультета Ростокского университета, с 2001 года — почётный доктор философского факультета Йенского университета.

- В 2010 году стал лауреатом литературной премии Ганса и Софи Шолль за книгу воспоминаний «Зима среди лета».
- 5 октября 2016 года в ходе официального визита в Германию короля Швеции Карла XVI Густава Йоахим Гаук был возведён в рыцари ордена Серафимов.
- Орден Свободы (23 августа 2017 года, Украина) — за весомый личный вклад в укрепление международного авторитета Украинского государства, популяризацию её исторического наследия и современных достижений[15].

## Семья и личная жизнь
У Гаука от брака есть четверо детей, трое из которых переехали в ФРГ ещё в 1980-е годы. С 1991 года Гаук жил отдельно от жены, тем не менее официального развода не было. С 2000 года его подругой является баварская журналистка Даниэла Шадт.